# 越南泥鰍
越南泥鰍為輻鰭魚綱鯉形目鰍科的其中一種，為熱帶淡水魚，分布於亞洲越南淡水流域，棲息在底層水域，以有機碎屑為食，生活習性不明。

## 扩展阅读
維基物種上的相關：越南泥鰍